# Ernst Riedlsperger
Ernst Riedlsperger (9 de enero de 1963) es un deportista austríaco que compitió en esquí alpino. Ganó una medalla de plata en el Campeonato Mundial de Esquí Alpino de 1985, en la prueba combinada.

## Palmarés internacional
| Campeonato Mundial | Campeonato Mundial | Campeonato Mundial | Campeonato Mundial |
| Año                | Lugar              | Medalla            | Prueba             |
| ------------------ | ------------------ | ------------------ | ------------------ |
| 1985               | Bormio (Italia)    | Medalla de plata   | Combinada          |